# 沧源佤山机场

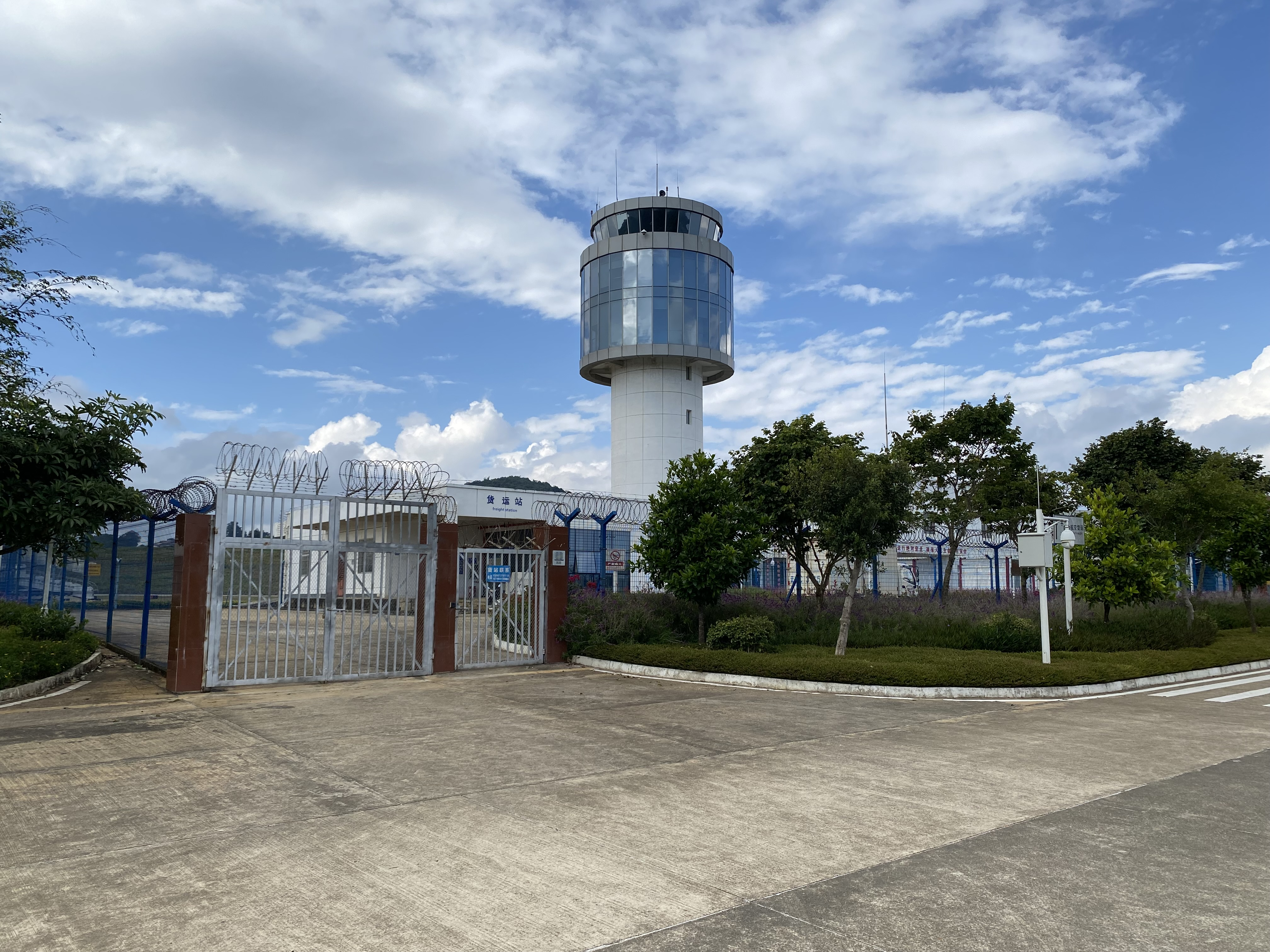
沧源佤山机场货运站及塔台

沧源佤山机场是中华人民共和国云南省临沧市沧源佤族自治县的一座国内支线民用机场，为4C级机场，位于糯良乡境内，属于高原机场，机场距离昆明670公里，到沧源县城36公里。沧源机场是云南投入运营的第14座机场，也是临沧市内的第二座机场。

## 历史
2007年初，沧源县开始申报建设沧源机场。2011年4月28日，中国民用航空局同意将糯良乡南撒村得龙场址作为云南省沧源民用机场的推荐场址。2011年10月到2012年7月，建成了长3.4公里的机场进场二级路，宽12米。
2012年12月20日，沧源佤山机场获得《国务院、中央军委关于同意新建云南沧源民用机场的批复》，沧源机场项目正式立项，并列入云南省“十二五规划”。规划建设时期沧源机场曾用名为沧源得龙机场。
2013年12月20日，沧源佤山机场正式开工建设，工程总概算为15.646亿元，其中国家发改委和民航局补助8.5亿元，省政府补助1亿元，云南机场集团融资6.1亿元。2016年7月28日，机场顺利通过竣工验收。2016年10月25日，中国东方航空一架波音737-700客机（B-6142）在沧源佤山机场完成试飞。
2016年12月8日，祥鹏航空8L9921次航班，一架波音737-700客机搭载115名旅客自昆明长水国际机场起飞，在沧源机场降落，沧源机场正式通航。

## 设施
沧源机场拥有一条方向05/23、长宽为2,600×45米的跑道，东北端（05）为主降方向，可以起降A319、A320、B737系列及E190等机型；有5,760平方米的防吹坪和共3,375平方米的2个掉头坪，设有4个C类停机位，站坪总面积31,655平方米；航站楼及其他辅助用房占地3000平方米，设有5个值机柜台、1个超大行李值机柜台、2条安检通道；开设有2个头等舱休息室、母婴休息室、便利超市等，配套设有通讯、导航、气象、消防救援、供电、供水、供油等公共设施，拥有日处理量250吨的污水处理设备。机场系按照2020年旅客吞吐量27万人次、货邮吞吐量1,080吨进行规划设计。设计航程主要满足沧源飞往昆明，兼顾环线旅游建设，连接省内西双版纳、迪庆、丽江、腾冲等航线。沧源机场在建设中创下了三个中华人民共和国同类机场第一：最高边坡区土石方填筑垂直高度（193.8米）、最高道槽区最大填筑垂直高度（98.6米）、最高助航灯塔（125.5米）。

## 数据
| 年份 | 旅客（人） | 旅客变化   | 货运（千克） | 货运变化  | 起降架次 | 架次变化   |
| ---- | ---------- | ---------- | ------------ | --------- | -------- | ---------- |
| 2016 | 2,773      | ━          | 0            | ━         | 22       | ━          |
| 2017 | 81,945     | ▲+2,855.1% | 24,010       | ━         | 742      | ▲+3,272.7% |
| 2018 | 164,598    | ▲+100.86%  | 47,984       | ▲+99.85%  | 1548     | ▲+108.63%  |
| 2019 | 337,203    | ▲+104.86%  | 98,776       | ▲+105.85% | 2944     | ▲+90.18%   |
| 2020 | 329,404    | ▼-2.31%    | 153536       | ▲+55.44%  | 3398     | ▲+15.42%   |
| 2021 | 224,297    | ▼-31.91%   | 254,789      | ▲+65.95%  | 2,636    | ▼-22.42%   |
| 2022 | 132,344    | ▼-41.00%   | 305,330      | ▲+19.84%  | 1,662    | ▼-36.95%   |
| 2023 | 178,069    | ▲+34.55%   | 366,730      | ▲+20.11%  | 1,900    | ▲+14.32%   |

## 航空公司和目的地
‌2025年度夏秋航季（3月30日至10月25日）
| 航空公司     | 目的地                      |
| ------------ | --------------------------- |
| 中国东方航空 | 昆明、上海-虹桥（经停昆明） |